# 마르잔 사트라피
마르잔 사트라피(페르시아어: مرجان ساتراپی, 1969년 11월 22일 ~ )는 이란 출신 그래픽 노블 작가, 만화가, 일러스트 작가, 영화 감독으로, 현재 프랑스에서 활동 중이다.

## 주요 작품
- 하비 상(Harvey Awards)과 알렉스 상(Alex Awards), 알프-아르 상(Prix Alph-Art) 등을 수상한 만화 《페르세폴리스》가 마르잔 사트라피의 대표작이다. 이 책에서 마르잔 사트라피는 이란에서 보낸 유년기와 오스트리아에서 보낸 청소년기, 프랑스로 가서 보낸 청년기까지를 담은 자전적 이야기를 이란의 독특한 사회·문화적 배경과 곁들여 전달하고 있다.

- 만화 《페르세폴리스》는 애니메이션 영화로도 만들어졌는데, 감독은 뱅상 파로노와 마르잔 사트라피가 함께 맡았고, 컴퓨터그래픽 대신 수작업을 위주로 한 흑백 애니메이션이라는 점이 특징이다[1]. 이 영화는 2007년 칸 영화제 심사위원상을 받고 2007년 밴쿠버 국제영화제에서는 인기상을 받는 등 주요 영화제에서 총 12개 부문에 걸쳐 상을 받았다.

## 작품 목록
| 연도 | 제목                        | 연출 | 각본   | 비고 |
| ---- | --------------------------- | ---- | ------ | --- |
| 2007 | 페르세폴리스                | 예   | 예     | 뱅상 파로노와 공동연출; 아카데미 장편 애니메이션 작품상 후보 영국 아카데미 외국어 영화상 후보 영국 아카데미 장편 애니메이션 작품상 후보 골든 글로브상 외국어영화상 후보 |
| 2011 | 어느 예술가의 마지막 일주일 | 예   | 예     | 뱅상 파로노와 공동연출 |
| 2012 | Gang of the Jotas           | 예   | 예     | 배우로도 출연 |
| 2014 | 더 보이스                   | 예   | 아니요 | |
| 2019 | 레이디오액티브              | 예   | 아니요 | |

## 수상
2007년 칸 국제 영화제 심사위원대상

2005년 앙굴렘국제만화페스티벌 최고만화도서상

2002년 앙굴렘국제만화페스티벌 작품시나리오상

2001년 앙굴렘국제만화페스티벌 대상